# 다카기마치역
다카기마치역(일본어: 高城町駅, たかぎまちえき)은 일본 미야기현 미야기군 마쓰시마정에 있는, 동일본 여객철도의 철도역이다.

## 역 구조
1면 2선 구조의 지상역이다.

### 승강장
| 승강장 번호 | 노선                                    | 방향 | 행선                     |
| ----------- | --------------------------------------- | ---- | ------------------------ |
| 1           | ■ 센세키 선 (■ 센세키 도호쿠 라인 포함) | 하행 | 야모토 · 이시노마키 방면 |
| 1           | ■ 센세키 선                             | 상행 | 센다이 · 아오바도리 방면 |
| 2           | ■ 센세키 선                             | 상행 | 센다이 · 아오바도리 방면 |
| 2           | ■ 센세키 도호쿠 라인                    | 상행 | 시오가마 · 센다이 방면   |

동일본 대지진 이전 승강장 안내는 다음과 같다.
| 1 | ■ 센세키 선 | (하행) | 야모토 · 이시노마키 방면                       |
| 1 | ■ 센세키 선 | (상행) | 혼시오가마 · 다가조 · 센다이 · 아오바도리 방면 |
| 2 | ■ 센세키 선 | (상행) | 혼시오가마 · 다가조 · 센다이 · 아오바도리 방면 |

## 역세권 정보
- 마쓰시마역 (도호쿠 본선)

## 역사
- 1928년 4월 10일: 미야기 전기철도의 전철역으로 영업 개시.
- 1944년 5월 1일: 국유화.
- 1987년 4월 1일: 민영화에 따라 동일본 여객철도의 소속이 되었다.
- 2003년 10월 26일: 스이카 도입.
- 2011년
  - 3월 11일: 동일본 대지진으로 영업 휴지.
  - 5월 28일: 영업 재개.

## 인접역
| 동일본 여객철도 ■ 센세키 선    | 동일본 여객철도 ■ 센세키 선 | 동일본 여객철도 ■ 센세키 선 |
| ------------------------------ | --------------------------- | --------------------------- |
| 마쓰시마카이간 아오바도리 방면 | ■ 보통                      | 데다루 이시노마키 방면      |
| ■ 센세키 도호쿠 라인           |                             |                             |
| 시오가마 센다이 방면           | □ 특별쾌속                  | 야모토 이시노마키 방면      |
| 시오가마 센다이                | ■ 쾌속                      | 노비루 이시노마키 방면      |